# Johannes Michael Buckx
Mons. Johannes Michael Buckx (6. srpna 1881, Born – 22. září 1946, Helsinky) byl nizozemský římskokatolický kněz, biskup, apoštolský vikář Finska a člen Misionářů Nejsvětějšího Srdce Ježíšova.

## Život
Narodil se 6. srpna 1881 v Bornu. Po ukončení střední školu začal studovat teologii a vstoupil k Misionářům Nejsvětějšího Srdce Ježíšova. Kněžské svěcení přijal 9. června 1906.
Po vytvoření apoštolského vikariátu Finska, byl 20. března 1921 jmenován apoštolským administrátorem tohoto vikariátu.
Dne 23. května 1923 jej papež Pius XI. ustanovil apoštolským vikářem Finska a titulárním biskupem z Doliche. Biskupské svěcení přijal 15. srpna 1923 z rukou kardinála Willema Marinuse van Rossuma a spolusvětiteli byli biskup Johann Evangelist Erich Müller a biskup Johannes Hendrik Olav Smit. Tuto funkci vykonával do 26. července 1933.
Zemřel 22. září 1946 ve věku 65 let.